# Theodore Bruce
Theodore William Bruce (28 luglio 1923 – 1º agosto 2002) è stato un lunghista australiano.

## Palmarès

### Olimpiadi
- Argento a Londra 1948 nel salto in lungo.